# Niseko

O local da Estação de Niseko.

Niseko (ニセコ町, Niseko-chō) é uma vila localizada no Distrito de Abuta, subprovíncia de Shiribeshi, Hokkaido, Japão. Para o povo japonês, Niseko se refere principalmente a uma cadeia montanhosa e uma área municipal. No entanto, no exterior o nome veio a se referir a uma ampla área de resorts de esqui que engloba o Monte Yōtei de Hokkaido, geralmente chamado de "Monte Fuji de Hokkaido", além das montanhas de Annupuri. O nome Niseko deriva da língua ainu e significa "um penhasco que se projeta em um rio nas montanhas". As principais atividades da vila de Niseko são a agricultura e o turismo.

## Vila
A vila tinha uma população de cerca de 4 667 habitantes, com 2 187 famílias em 31 de março de 2012, e uma densidade populacional de 23,81 pessoas por km². O número total de visitantes durante o inverno de 2009 foi de 201 000. A área total é de 197,13 km².

## Resort
Niseko é composto de seis áreas de esqui, em ordem de tamanho:
- Niseko Hirafu.
- Niseko Higashiyama (também conhecido como Niseko Village).
- Niseko Annupuri.
- Niseko Hanazono.
- Niseko Moiwa.
- Niseko Weiss.

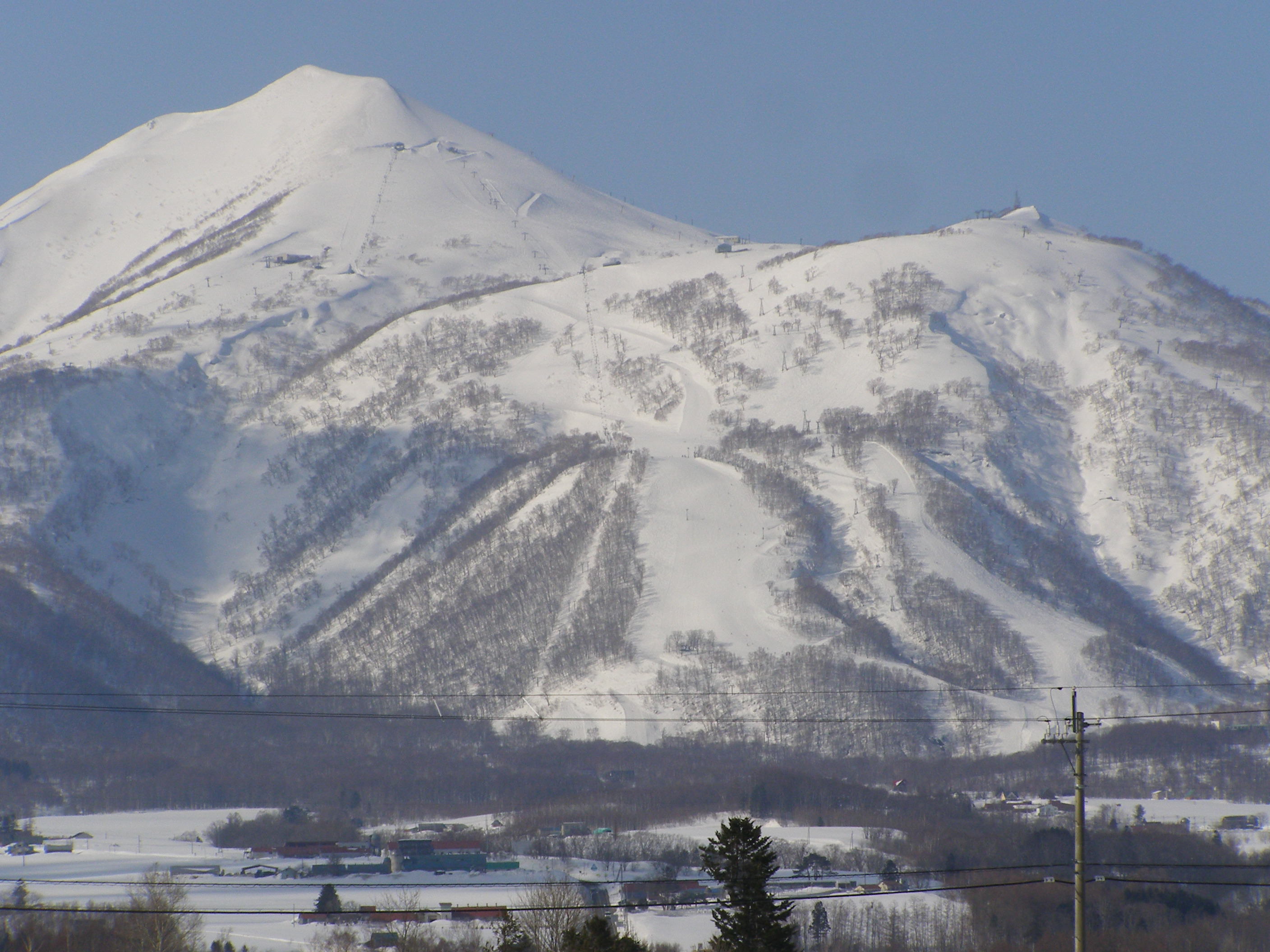
Área de esqui Niseko Higashiyama da Vila de Niseko

Niseko Mt. Resort Grand Hirafu refere-se às áreas de Hirafu e Hanazono. Ambas as áreas e Weiss estão dentro do município de Kutchan.  Os outros três resorts estão nos municípios adjacentes a Niseko.
Dessas seis áreas de esqui, as quatro principais (Annupuri, Higashiyama, Hirafu, e Hanazono) são sequencialmente interconectadas e podem ser esquiadas com um único ingresso. Os sistemas de teleférico pertencem respectivamente à empresa Chuo Bus, YTL Resorts (que adquiriu a Niseko Village do Citigroup em 2010), Tokyu Corporation e Pacific Century Premium Developments. Juntas, elas formam 8,87 km² de área esquiável que é conhecida como Niseko United. O sistema de teleféricos compreende 38 gôndolas e teleféricos conectando 61 pistas de esqui. A cidade-irmã de Kutchan é São Moritz desde 1964. Niseko Moiwa, vizinha a Annupuri, pode ser esquisada de Annupuri mas atualmente não é conectada ao sistema de teleférico. Niseko Weiss não operou seus teleféricos por décadas, mas as pessoas podem esquiar nesta área, sendo levadas montanha acima por snowcats.
Niseko também tem pistas de esqui que não estão oficialmente nos mapas. À extrema direita de Annupuri situa-se Sannozaka, uma área suscetível à avalanche mas com uma neve de alta qualidade. Para a direita de Hirafu, situa-se a Higashi One, também suscetível à avalanche mas com um terreno desafiador. Perto da metade de baixo de Hanazono está uma rota florestal chamada de Campos de Morango, que talvez é a pista mais famosa de Niseko. Ao subir o Monte Yōtei também é possível encontrar rotas de esqui.
Pela primeira vez, em março de 2008, Niseko foi eleita entre os 10 melhores resorts de esqui do mundo. Vindo na 6ª posição, ela foi a mais alta ranqueada entre as novas entrantes na pesquisa.
Originalmente conhecida pelos esportes de inverno, Niseko gradativamente passou a ganhar uma reputação como um centro para uma grande variedade de atividades de verão, incluindo golfe, tênis, pesca, equitação, caiaque, rafting, caminhada e bicicleta.

## Clima
Devido à sua localidade mais ao norte, Niseko recebe mais frentes climáticas que vêm da Sibéria do que do Leste do Japão, embora todo o Japão, especialmente a costa oeste da ilha principal (ver Yukiguni), experimente os ventos noroeste a sudeste no inverno. O resort é internacionalmente reconhecido  por suas boas quedas de neve e sua longa estação de esqui, que vai de final de novembro até começo de maio. A neve não é tão seca quanto em outras áreas em Hokkaido, mas o volume é alto, com uma profundidade média da neve em março alcançado 351 cm.
Niseko foi eleita como o segundo resorte com mais neve do mundo em dezembro de 2007, com uma média de queda de neve anual de 15,11 m. O primeiro lugar foi para a Área de Esqui do Monte Baker, no estado de Washington com 16,28 cm.

## Infraestrutura e desenvolvimento
Niseko, embora seja uma área em crescimento, carece de infraestrutura pública e privada em algumas áreas. Itens públicos simples como latas de lixo, luzes na rua e limpeza de calçada no inverno são precários em comparação com outros resorts de esqui internacionais (apesar de isto ser comum no Japão rural). A infraestrutura privada inclui áreas de compras e varejo, ambas estando em uma fase de crescimento. Essas instalações, junto com o entretenimento e uma ampla gama de vida noturna, são mais acessíveis em Kutchan, a 7 minutos de estrada. O desenvolvimento significante da infraestrutura – incialmente focado no aquecimento de ruas e renovação da rua principal "Hirafu-zaka" – foi aprovado e estava para começar no verão de 2012.
A alta demanda imobiliária está contra-atacando esta falta de infraestrutura. Empresas do exterior estão desenvolvendo-se na área junto com empresas japonesas. A demanda por aquisições expandiu dos mercados australianos para incluir Hong Kong, Cingapura e a China continental.
A vida noturna e a hospedagem podem ser encontradas no distrito, sendo que a Vila de Niseko abriga muitas cadeias maiores de hotéis, como Hilton Niseko Village e The Green Leaf Hotel, Northern Resort Annupuri, Hotel Ikoi no mura e Hotel Kanronomori, Grand Hotel e Hotel Ashiri Niseko. A área de Hirafu abriga muitos das hospedarias em estilo moderno, sendo que estas áreas são uma mistura eclética do bares, restaurantes, hotéis e pousadas antigas, novas e tradicionais. As experiências de refeições japonesas que podem ser aproveitadas no distrito são extremamente populares tanto entre os visitantes japoneses quanto entre os estrangeiros.

## Transporte
Niseko localiza-se na parte sudoeste de Hokkaido. O aeroporto mais próximo é o Novo Aeroporto de Chitose.
Japan Rail Hokkaido, táxis, veículos de locação são algumas das muitas opões disponíveis para as pessoas chegarem a Niseko. A viagem a partir do aeroporto dura cerca de 2 horas e 30 minutos. Niseko tem viagens diurnas para muitas das regiões vizinhas.
O Hokkaidō Shinkansen (trem bala) ligando Kutchan (倶知安) a Tóquio e Sapporo está planejado para 2035.

## Conferências
A vila de Niseko renovou completamente e reabriu seu Salão Comunitário como um centro de conferência em janeiro de 2012. Este centro moderno e bem equipado localiza-se no centro da vila próximo a restaurantes locais e as câmaras do Conselho da Vila, escolas locais e está em uma rota bem servida de ônibus que conta a vila com as áreas de resort próximas. Há uma grande variedade de negócios locais que podem oferecer apoio às conferências e o escritório da Câmara de Comércio da vila localiza-se no centro de conferência para ajudar a facilitar as necessidades da conferência.

## Educação
A Escola Internacional de Niseko Hokkaido, uma escola de ensino fundamental filial da escola americana internacional de Sapporo localiza-se em Niseko. A escola abriu em 23 de janeiro de 2012. Ela oferece programas educacionais tanto para os mercados internacionais quando nacionais durante as férias de primavera e verão japonesas.